# Yapaghu
Yapaghu és una plana no gaire lluny del riu Murghab, al Gharjistan, al nord-est d'Herat.
Vers 1360 s'hi va lliurar una batalla entre els kart d'Herat i els turcomongols de Muhammad Khoja Apardi aliat al emir de Kuhistan Sultemix; els primers van obtenir la victòria i els dos caps enemics van resultar morts.

## Referència
- Yazdi Sharaf al-Din Ali, Zafaranama, traduit com Histoire de Timur-Bec, volum I